# Kurşunlu (Çankırı)
Kurşunlu ist eine Stadt und ein Landkreis der türkischen Provinz Çankırı. Der Ort liegt etwa 40 Kilometer nordwestlich der Provinzhauptstadt Çankırı. Kurşunlu liegt an der Eisenbahnstrecke, die von Bartın am Schwarzen Meer nach Kayseri führt. Die Stadt und den Landkreis durchquert von Westen nach Osten die Europastraße 80, die von Edirne über Istanbul kommend nach Erzurum und zur iranischen Grenze führt. Weitere Verbindungen führen über Landstraßen im Südwesten nach Korgun und im Norden nach Araç.
Ein früherer Name des Ortes war Karacaviran. Auf der mittelalterlichen Karte Tabula Peutingeriana, die das Straßennetz im spätrömischen Reich zeigt, ist der Ort als Anadynata verzeichnet. In Kurşunlu liegt die wahrscheinlich byzantinische Festung Andinata, auch Kurşunlu Kalesi.

## Landkreis
Der Landkreis liegt im nördlichen Zentrum der Provinz. Er grenzt im Osten an den Kreis Ilgaz, im Südosten an den Kreis Korgun, im Südwesten an den Kreis Orta, im Westen an den Kreis Atkaracalar, im Nordwesten an den Kreis Bayramören sowie im Norden an die Provinz Kastamonu (Kreis Araç). Der Fluss Devrez Çayı fließt von Südwesten nach Nordosten durch den Landkreis, er mündet weiter östlich in den Kızılırmak. Er hat im Bereich des Kreises mehrere Zuflüsse, von Süden den Karaçoban Deresi, den Ilıca Deresi und den Kışla Deresi, sowie kleinere Nebenflüsse von Norden. Etwa drei Kilometer westlich der Kreisstadt liegt der trotz seines Namens nur 250 Meter durchmessende See Büyük Göl (türkisch für „Großer See“). Durch den Norden des Kreises zieht sich ein Teil des Bergzugs Ilgaz Dağları mit dem 1961 Meter hohen Davas Tepesi.
Der Landkreis gab 1987 und 1990 insgesamt über die Hälfte seines Territoriums an die neugeschaffenen Kreise Atkaracalar und Bayramören ab. Die letzte Volkszählung vor der Gebietsänderung (1985) dokumentiert 33.869 Einwohner, wovon dann später insgesamt 14.846 Einwohner (also 43,8 %) abgegeben wurden.
Neben der Kreisstadt gibt es im Kreis noch 27 Dörfer (Köy) mit durchschnittlich 132 Bewohnern. Çavundur mit 351 Einwohnern ist das größte Dorf. Die Bevölkerungsdichte liegt mit 22,3 Einwohnern je km² unter dem Provinzdurchschnitt (25,5 Einwohner je km²).